# عصوية ذهبية نطاق إثمارية فولية سودانية
عصوية ذهبية نطاق إثمارية فولية سودانية (الاسم العلمي: Chryseobacterium geocarposphaerae) هي نوع من البكتيريا، سلبية الغرام، تتبع جنس عصوية ذهبية.